# Nitra
Nitra (în germană Neutra, în maghiară Nyitra sau Nyitria) este un oraș în vestul Slovaciei (al patrulea ca mărime) la poalele muntelui Zobor și pe râul Nitra. Are o 90.000 locuitori (1991). Este reședința regiunii (kraj) sau a Unității Teritoriale Supreme (VÚC) și a districtului (okres).
Împreună cu Bratislava este cel mai vechi oraș din Slovacia (din secolul IX).
Nitra este un oraș de o importanță extraordinară în termeni de istorie. Locuit din Antichitate, a fost un centru al celților (în ultimele secolele î.Hr.), reședință a primilor conducători ai teritoriului Slovaciei de astăzi (Quadi 396?, Principatul Nitrian în jurul anului 800, Moravia Mare 824?, Ducatul Nitra în interiorul Regatului Ungariei 970/1048 – 1077/1108) și sediu al primei dieceze din Slovacia (din 880). Centrul istoric al orașului este dominat de un castel (Hrad), care este unul din cele mai interesante complexe istorice de clădiri din Slovacia.

## Demografie
| An:                | 1994   | 2004   | 2014   | 2024   |
| ------------------ | ------ | ------ | ------ | ------ |
| Număr de persoane: | 87.127 | 85.742 | 78.033 | 75.945 |
| Diferență:         |        | −1,58% | −8,99% | −2,67% |

| An:                | 2023   | 2024   |
| ------------------ | ------ | ------ |
| Număr de persoane: | 76.499 | 75.945 |
| Diferență:         |        | −0,72% |

## Monumente
- Biserica Sfântul Mihail din Dražovce, sec. XI.